# داريل كيب
داريل كيب (بالإنجليزية: Darrell Kipp)‏ هو مؤرخ أمريكي، ولد في 23 أكتوبر 1944 في براونينغ في الولايات المتحدة، وتوفي في 21 نوفمبر 2013.